# Canottieri Olona
La Canottieri Olona è una società polisportiva di Milano, vincitrice di un campionato italiano maschile di pallanuoto, plurititolata a livello mondiale ed europeo nel canottaggio, con sede sulle sponde del Naviglio Grande.

## Storia

La sede dei Canottieri Olona, che si trovava nella Darsena

La Canottieri Olona nasce a Milano nel 1894 da soci dissidenti della Canottieri Milano. Si specializzò fin da subito in diversi sport acquatici ed aveva sede in uno chalet in legno situato nella Darsena di Milano, nei pressi di piazza XXIV Maggio. 
Prende il nome dal fiume Olona, che all'epoca sfociava nella Darsena di Milano. 
Nel corso della sua storia ha vinto diversi titoli europei di canottaggio e il campionato italiano maschile di pallanuoto del 1947.
È stata rifondata nel 1987 come società dilettantistica, focalizzando l'attenzione su corsi sportivi destinati alle famiglie, e poi nuovamente nel 2014, con la denominazione Olona 1894, evolvendosi altresì in circolo sportivo.

## Palmarès

### Trofei nazionali
- Campionato italiano: 1

1947